# God's Outlaw (film fra 1919)
God's Outlaw er en amerikansk stumfilm fra 1919 af Christy Cabanne.

## Medvirkende
- Francis X. Bushman som Andrew Craig
- Beverly Bayne som Ruth Heatherly
- Helen Dunbar som Mrs. Heatherly
- Samuel Framer som Rufus Sanborn
- Charles Fang som Wu Sing